# Mederns
Mederns ist ein Dorf in der Gemeinde Wangerland im Landkreis Friesland in Niedersachsen.

## Lage
Der Ort liegt an der Kreisstraße 87, ca. drei Kilometer nördlich von Hohenkirchen. Die Entfernung zu den Nordseebädern Carolinensiel-Harlesiel oder Horumersiel-Schillig beträgt ca. acht Kilometer.

## Geschichte

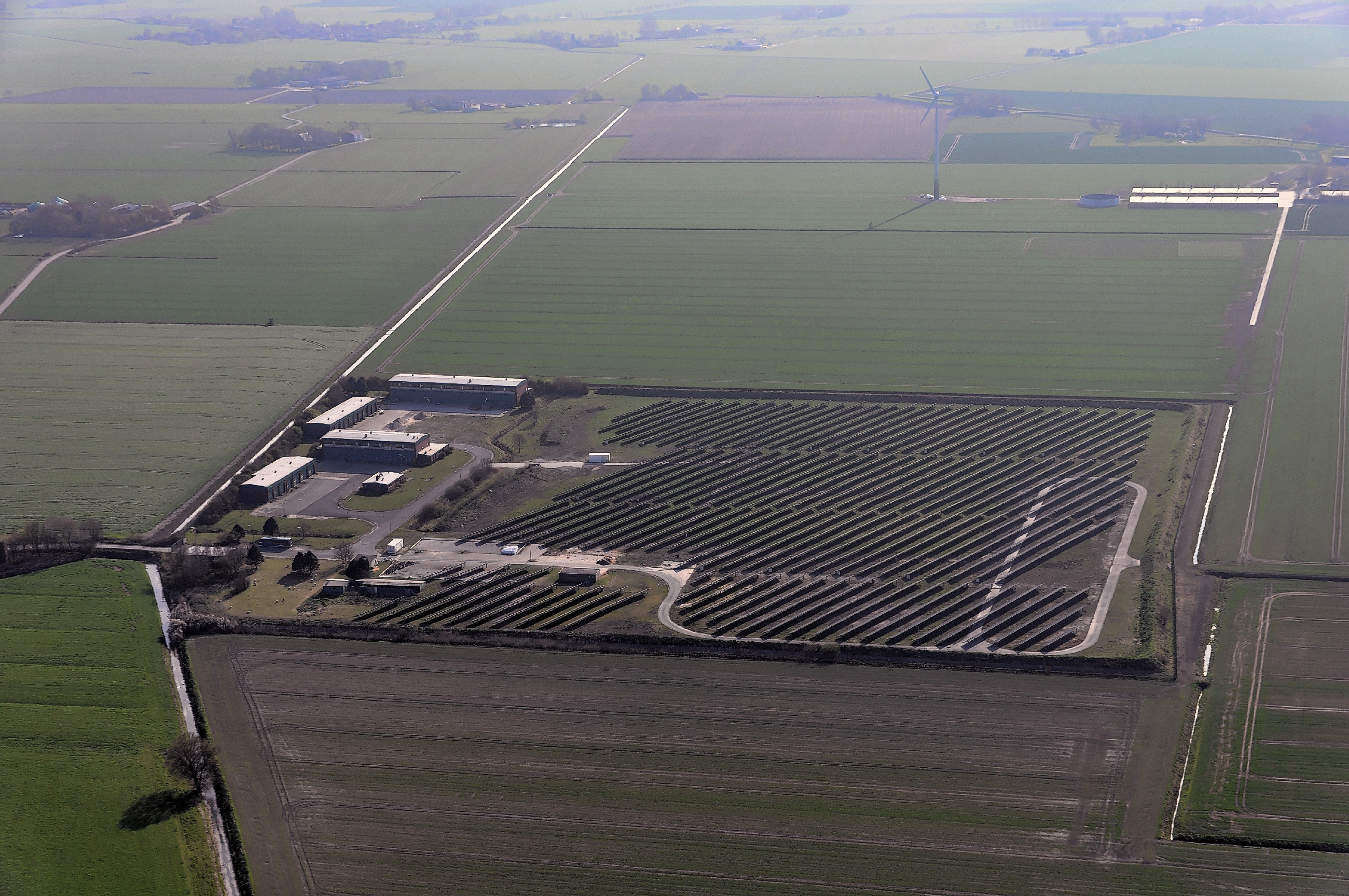
Solarpark Mederns

Mederns ist ein altes Warftdorf und war einst ein eigenständiges Kirchspiel. Um 1532 wurde die Kirche durch eine Sturmflut zerstört und nicht wieder aufgebaut. Die Steine der Mauerreste wurden auf Anordnung der Herrschaft Jever zum Bau des dortigen St.-Annen-Tores verwendet. Auf dem alten Friedhof werden bis heute die verstorbenen Medernser beigesetzt. Als Erinnerung an das einstige Gotteshaus steht seit 1992 ein großes Holzkreuz auf dem Friedhof.
Die ehemalige Dorfschule ist heute Wohnhaus.
Von 1964 bis 1989 befand sich in Mederns die Nike-Feuerstellung (Launching Area) der 1. Batterie des Flugabwehrraketenbataillons (FlaRakBtl) 26.

Auf dem ehemaligen Bundeswehrgelände ist 2012 eine Freiland-Fotovoltaikanlage ans Netz gegangen. Die Gesamtleistung der Anlage Solarpark Mederns beträgt vier Megawatt.